# Södermanlands runinskrifter 65
Södermanlands runinskrifter 65 är en vikingatida runsten i parken vid Ericsbergs slott i Stora Malms socken och Katrineholms kommun  i Södermanland. Runstenen är av granit och 145 cm hög, 106 cm bred och 27 cm tjock. Rundhöjden är 10-12 cm. Runstenens vänstra del utgörs av ett senare påträffat och till fogat parti, 48 cm gånger 32 cm stort. Ett en meter högt och tre decimeter brett parti saknas alltjämt.

## Inskriften
Translitterering av runraden:
[inka : raisti : stain : þansi : at : ulai](f) : sin : [a...k] : han : austarla : arþi : barþi : auk : o : lakbarþilanti : [anlaþis +]
Normalisering till runsvenska:
Inga ræisti stæin þannsi at Olæif sinn ... Hann austarla arði barði ok a Langbarðalandi andaðis.
Översättning till nusvenska:
Inga reste denna sten efter Olov, sin arvinge. Han österut plöjde med stäven och i langobardernas land avled han.
Langbardaland, vikingarnas namn på Italien, nämns också i Sö Fv1954;22, U 133 och U 141.